# Melitaea irridens
Melitaea irridens är en fjärilsart som beskrevs av Felix Bryk 1940. Melitaea irridens ingår i släktet Melitaea och familjen praktfjärilar. Inga underarter finns listade i Catalogue of Life.